# Лютик саянский
Лютик саянский (лат. Ranunculus sajanensis) — вид цветковых растений рода Лютик (лат. Ranunculus) семейства Лютиковые.

## Описание
Травянистое многолетнее растение. Стебли высокие 20-30 см, изогнутые. Прикорневые листья на длинных черешках, листовые пластинки 2-3 см в диаметре, серцевидно-округлой формы, до основания рассеченные. Цветки жёлтые, одиночные,
цветоложе волосистое. Плод — мелкий многоорешек.
Произрастает в альпийском поясе на сырых лугах, около ручьёв и рек.

## Ареал
Является эндемиком Сибири. Произрастает в юго-востоке Восточного Саяна.

## Охранный статус
Редкий вид. Занесён в Красную книгу России и Красную книгу Бурятии. Вымирает в связи с низкой конкурентоспособностью.